# Джонс, Дэмиан
Дэ́миан Уи́льям Джонс (англ. Damian William Jones; род. 30 июня 1995, Батон-Руж) — американский профессиональный баскетболист, выступающий за китайский клуб «Чжэцзян Голден Буллз». Играет на позиции центрового. Был выбран на драфте НБА 2016 года в первом раунде под 30-м номером. На студенческом уровне в течение трёх сезонов выступал за клуб «Вандербильт Комодорс». Чемпион НБА 2017 и 2018 года.

## Старшая школа и колледж
Джонс посещал школу «Скотландвилль Магнет» в родном городе. К концу обучения в среднем за игру набирал 15,4 очков и делал 8 подборов, 4 блок-шота и 2 передачи.
С сезона 2013/2014 Дэмиан начал выступать за команду «Вандербильт Комодорс» из одноимённого университета. За три сезона в клубе (99 матчей) средние показатели Джонса за игру были на уровне 13,3 очков, 6,4 подборов, 1,7 блок-шотов и 22 минут на площадке. Дэмиан дважды включался в 1-ю сборную Юго-Восточной конференции. На протяжении карьеры в колледже средний процент попаданий с игры составлял 56,6 — третий результат в истории «Комодорс». Джонс также оказался на втором месте в списке лучших игроков колледжа по блок-шотам за всё время (167). В сезоне 2015/2016 Дэмиан Джонс набирал по 13,9 очков и совершал по 6,9 подборов и 1,6 блок-шотов в среднем за матч, чем помог «Комодорс» получить право на участие в турнире NCAA первого дивизиона впервые с сезона 2011/2012.
14 апреля 2016 года Джонс был заявлен на драфт НБА, отказавшись от последнего года учёбы и игры в колледже.

## Профессиональная карьера

### Голден Стэйт Уорриорз (2016—2019)
Тренируясь вместе с «Орландо Мэджик» вплоть до церемонии драфта, Джонс получил травму грудной мышцы, которая потребовала хирургического вмешательства. Но, несмотря на это, Джонс был выбран под общим 30-м номером командой «Голден Стэйт Уорриорз» на драфте НБА 2016 года. 13 июля 2016 года Дэмиан официально подписал контракт с новым клубом. 10 декабря дебютировал в четвёртой четверти матча с «Мемфис Гриззлис», закончившегося поражением «Голден Стэйт». 1 февраля 2017 года в матче против «Шарлотт Хорнетс» Дэмиан впервые сыграл на домашней арене «Уорриорз», а также набрал свои первые очки в НБА. Первый матч в плей-офф Джонс провёл 19 апреля, набрав всего 1 очко и сделав 2 подбора за 6 минут на паркете. В конце сезона «Уорриорз» завоевали титул чемпионов НБА 2017 года после победы в финале над «Кливленд Кавальерс» со счётом 4:1. На протяжении своего первого сезона Дэмиан Джонс получал множественные приглашения в фарм-клуб «Голден Стэйт», играющий в Лиге развития НБА, «Санта-Круз Уорриорз».

### Атланта Хокс (2019—2020)
8 июля 2019 года был обменян в «Атланта Хокс» вместе с пиком второго раунда драфта 2026 года на Омари Спеллмэна.

### Финикс Санз (2020—2021)
30 ноября 2020 года Джонс подписал двухлетний контракт с «Финикс Санз». 23 февраля 2021 года Джонс был отчислен «Санз».[22]

### Лос-Анджелес Лейкерс (2021)
26 февраля 2021 года Джонс подписал 10-дневный контракт с «Лос-Анджелес Лейкерс». 11 марта 2021 года «Лейкерс» подписали с ним второй 10-дневный контракт.

### Сакраменто Кингз (2021—2022)
7 апреля 2021 года Джонс подписал 10-дневный контракт с «Сакраменто Кингз», а через десять дней — второй. 28 апреля он подписал двухлетний контракт с «Кингз» с опцией команды на второй сезон, приняв участие в шести матчах, включая два — в старте. 10 августа 2021 года «Кингз» активировали опцию в контракте Джонса, сохранив его до конца сезона 2021/22.

### Возвращение в Лейкерс (2022—2023)
1 июля 2022 года Джонс подписал двухлетний контракт с «Лос-Анджелес Лейкерс».

### Юта Джаз (2023)
9 февраля 2023 года Дэмиан Джонс был обменян в клуб «Юта Джаз» в рамках трехстороннего обмена с участием «Миннесоты Тимбервулвз». В этой сделке «Юта Джаз» получили Джонса, Рассела Уэстбрука, Хуана Тоскано-Андерсона и защищенный в топ-4 выбор первого раунда драфта 2027 года, «Лейкерс» — Д’Анджело Рассела, Малика Бизли и Джарреда Вандербилта, а «Миннесота Тимбервулвз» — Майка Конли, Никейла Александера-Уокера и выбор второго раунда драфта.
20 июня 2023 года Джонс активировал опцию игрока на 2,59 миллиона долларов и остался в «Джаз» на сезон 2023/24.

### Кливленд Кавальерс (2023—2024)
8 июля 2023 года Джонс был обменян в команду «Кливленд Кавальерс».

### Чжэцзян Голден Буллз (2024–настоящее время)
2 августа 2024 года Джонс подписал контракт с «Чжэцзян Голден Буллз» из Китайской баскетбольной ассоциации.

## Статистика

### Статистика в НБА
| Сезон                                                                                    | Команда      | Регулярный сезон | Регулярный сезон | Регулярный сезон | Регулярный сезон | Регулярный сезон | Регулярный сезон | Регулярный сезон | Регулярный сезон | Регулярный сезон | Регулярный сезон | Регулярный сезон | Серия плей-офф | Серия плей-офф | Серия плей-офф | Серия плей-офф | Серия плей-офф | Серия плей-офф | Серия плей-офф | Серия плей-офф | Серия плей-офф | Серия плей-офф | Серия плей-офф |
| Сезон                                                                                    | Команда      | GP               | GS               | MPG              | FG%              | 3P%              | FT%              | RPG              | APG              | SPG              | BPG              | PPG              | GP             | GS             | MPG            | FG%            | 3P%            | FT%            | RPG            | APG            | SPG            | BPG            | PPG            |
| ---------------------------------------------------------------------------------------- | ------------ | ---------------- | ---------------- | ---------------- | ---------------- | ---------------- | ---------------- | ---------------- | ---------------- | ---------------- | ---------------- | ---------------- | -------------- | -------------- | -------------- | -------------- | -------------- | -------------- | -------------- | -------------- | -------------- | -------------- | -------------- |
| 2016/17                                                                                  | Голден Стэйт | 10               | 0                | 8,5              | 50,0             | -                | 30,0             | 2,3              | 0,0              | 0,1              | 0,4              | 1,9              | 4              | 0              | 5,2            | 42,9           | -              | 50,0           | 1,5            | 0,0            | 0,5            | 0,3            | 1,8            |
| 2017/18                                                                                  | Голден Стэйт | 15               | 0                | 5,9              | 50,0             | -                | 60,0             | 0,9              | 0,1              | 0,1              | 0,2              | 1,7              | 4              | 0              | 2,7            | 50,0           | -              | 66,7           | 0,8            | 0,0            | 0,0            | 0,0            | 1,0            |
| 2018/19                                                                                  | Голден Стэйт | 24               | 22               | 17,1             | 71,6             | -                | 64,9             | 3,1              | 1,2              | 0,5              | 1,0              | 5,4              | 4              | 1              | 2,0            | 100,0          | -              | 50,0           | 0,5            | 0,0            | 0,0            | 0,0            | 0,8            |
| 2019/20                                                                                  | Атланта      | 55               | 27               | 16,1             | 68,0             | 22,2             | 73,8             | 3,7              | 0,6              | 0,5              | 0,7              | 5,6              | Не участвовал  | Не участвовал  | Не участвовал  | Не участвовал  | Не участвовал  | Не участвовал  | Не участвовал  | Не участвовал  | Не участвовал  | Не участвовал  | Не участвовал  |
| 2020/21                                                                                  | Финикс       | 14               | 0                | 6,7              | 50,0             | 0,0              | 54,5             | 1,3              | 0,3              | 0,1              | 0,4              | 1,6              | Не участвовал  | Не участвовал  | Не участвовал  | Не участвовал  | Не участвовал  | Не участвовал  | Не участвовал  | Не участвовал  | Не участвовал  | Не участвовал  | Не участвовал  |
| 2020/21                                                                                  | Лейкерс      | 8                | 6                | 14,0             | 94,1             | -                | 91,7             | 3,3              | 0,1              | 0,1              | 0,9              | 5,4              | Не участвовал  | Не участвовал  | Не участвовал  | Не участвовал  | Не участвовал  | Не участвовал  | Не участвовал  | Не участвовал  | Не участвовал  | Не участвовал  | Не участвовал  |
| 2020/21                                                                                  | Сакраменто   | 17               | 4                | 20,0             | 65,7             | 25,0             | 71,4             | 4,5              | 1,4              | 0,5              | 1,0              | 6,9              | Не участвовал  | Не участвовал  | Не участвовал  | Не участвовал  | Не участвовал  | Не участвовал  | Не участвовал  | Не участвовал  | Не участвовал  | Не участвовал  | Не участвовал  |
| 2021/22                                                                                  | Сакраменто   | 56               | 15               | 18,2             | 65,8             | 34,5             | 71,8             | 4,4              | 1,2              | 0,5              | 0,8              | 8,1              | Не участвовал  | Не участвовал  | Не участвовал  | Не участвовал  | Не участвовал  | Не участвовал  | Не участвовал  | Не участвовал  | Не участвовал  | Не участвовал  | Не участвовал  |
| 2022/23                                                                                  | Лейкерс      | 22               | 1                | 8,0              | 54,1             | 0,0              | 75,0             | 2,5              | 0,2              | 0,1              | 0,5              | 2,5              | Не участвовал  | Не участвовал  | Не участвовал  | Не участвовал  | Не участвовал  | Не участвовал  | Не участвовал  | Не участвовал  | Не участвовал  | Не участвовал  | Не участвовал  |
| 2022/23                                                                                  | Юта          | 19               | 0                | 15,8             | 71,4             | 71,4             | 77,8             | 3,5              | 0,6              | 0,3              | 0,5              | 4,6              | Не участвовал  | Не участвовал  | Не участвовал  | Не участвовал  | Не участвовал  | Не участвовал  | Не участвовал  | Не участвовал  | Не участвовал  | Не участвовал  | Не участвовал  |
| 2023/24                                                                                  | Кливленд     | 39               | 0                | 6,9              | 59,7             | 21,4             | 85,7             | 1,6              | 0,4              | 0,2              | 0,3              | 2,7              | 2              | 0              | 4,6            | -              | -              | -              | 1,0            | 1,0            | 0,0            | 0,5            | 0,0            |
|                                                                                          | Всего        | 279              | 75               | 13,5             | 65,6             | 35,1             | 71,5             | 3,1              | 0,7              | 0,3              | 0,7              | 4,9              | 14             | 1              | 3,5            | 50,0           | -              | 57,1           | 0,9            | 0,1            | 0,1            | 0,1            | 1,0            |
| Наведите курсор мыши на аббревиатуры в заголовке таблицы, чтобы прочесть их расшифровку. |              |                  |                  |                  |                  |                  |                  |                  |                  |                  |                  |                  |                |                |                |                |                |                |                |                |                |                |                |

### Статистика в Джи-Лиге
| Сезон                                                                                    | Команда             | Регулярный сезон | Регулярный сезон | Регулярный сезон | Регулярный сезон | Регулярный сезон | Регулярный сезон | Регулярный сезон | Регулярный сезон | Регулярный сезон | Регулярный сезон | Регулярный сезон | Серия плей-офф | Серия плей-офф | Серия плей-офф | Серия плей-офф | Серия плей-офф | Серия плей-офф | Серия плей-офф | Серия плей-офф | Серия плей-офф | Серия плей-офф | Серия плей-офф |
| Сезон                                                                                    | Команда             | GP               | GS               | MPG              | FG%              | 3P%              | FT%              | RPG              | APG              | SPG              | BPG              | PPG              | GP             | GS             | MPG            | FG%            | 3P%            | FT%            | RPG            | APG            | SPG            | BPG            | PPG            |
| ---------------------------------------------------------------------------------------- | ------------------- | ---------------- | ---------------- | ---------------- | ---------------- | ---------------- | ---------------- | ---------------- | ---------------- | ---------------- | ---------------- | ---------------- | -------------- | -------------- | -------------- | -------------- | -------------- | -------------- | -------------- | -------------- | -------------- | -------------- | -------------- |
| 2016/17                                                                                  | Санта-Круз Уорриорз | 31               | 21               | 26,4             | 57,9             | 0,0              | 50,0             | 7,2              | 1,1              | 0,4              | 2,1              | 11,3             | 3              | 3              | 23,8           | 58,6           | -              | 75,0           | 7,3            | 1,0            | 0,7            | 2,7            | 13,3           |
| 2017/18                                                                                  | Санта-Круз Уорриорз | 45               | 45               | 30,6             | 67,8             | 50,0             | 69,3             | 8,0              | 2,0              | 0,6              | 2,2              | 15,0             | Не участвовал  | Не участвовал  | Не участвовал  | Не участвовал  | Не участвовал  | Не участвовал  | Не участвовал  | Не участвовал  | Не участвовал  | Не участвовал  | Не участвовал  |
|                                                                                          | Всего               | 76               | 66               | 28,9             | 64,0             | 33,3             | 61,6             | 7,7              | 1,6              | 0,5              | 2,1              | 13,4             | 3              | 3              | 23,8           | 58,6           | -              | 75,0           | 7,3            | 1,0            | 0,7            | 2,7            | 13,3           |
| Наведите курсор мыши на аббревиатуры в заголовке таблицы, чтобы прочесть их расшифровку. |                     |                  |                  |                  |                  |                  |                  |                  |                  |                  |                  |                  |                |                |                |                |                |                |                |                |                |                |                |

### Статистика в NCAA
| Сезон | Команда     | Conf  | Class | GP | GS | MPG  | FG%  | 3P%  | FT%  | RPG | APG | SPG | BPG | PPG  |
| --- | ----------- | ----- | ----- | -- | -- | ---- | ---- | ---- | ---- | --- | --- | --- | --- | ---- |
| 2013/14 | Вандербильт | SEC   | FR    | 31 | 28 | 25,7 | 54,3 |      | 54,5 | 5,7 | 0,2 | 0,3 | 1,4 | 11,3 |
| 2014/15 | Вандербильт | SEC   | SO    | 35 | 34 | 29,1 | 56,2 | 20,0 | 59,9 | 6,5 | 0,7 | 0,6 | 2,0 | 14,5 |
| 2015/16 | Вандербильт | SEC   | JR    | 33 | 33 | 26,2 | 59,0 | 0,0  | 53,6 | 6,9 | 1,2 | 0,2 | 1,6 | 13,9 |
| Всего | Всего       | Всего | Всего | 99 | 95 | 27,1 | 56,6 | 12,5 | 56,5 | 6,4 | 0,7 | 0,4 | 1,7 | 13,3 |
| Наведите курсор мыши на аббревиатуры в заголовке таблицы, чтобы прочесть их расшифровку Статистика приведена с сайта sports-reference.com |             |       |       |    |    |      |      |      |      |     |     |     |     |      |